# Orchesia lucida
Orchesia lucida es una especie de coleóptero de la familia Tetratomidae.

## Distribución geográfica
Habita en Argel (Argelia).